# Riedmühle (Uffenheim)
Riedmühle (fränkisch: Riadmiel) ist ein Wohnplatz der Stadt Uffenheim im Landkreis Neustadt an der Aisch-Bad Windsheim (Mittelfranken, Bayern). Der Ort liegt in der Gemarkung Uffenheim.

## Lage
Die Einöde liegt am linken Ufer der Gollach an der Bundesstraße 13, die nach Gollhofen (2,9 km nordwestlich) bzw. nach Uffenheim verläuft (1,2 km südöstlich).

## Geschichte
Der Ort wurde in der ersten Hälfte des 15. Jahrhunderts in einem burggräflichen Urbar als „Rietmüle“ erstmals namentlich erwähnt. Das Bestimmungswort „riet“ bezeichnet einen mit Schilfrohr bestandenen Grund. Die Mühle wurde auf dem Grund des wüstgegangenen Dorfes Steinfurt erbaut.
Gegen Ende des 18. Jahrhunderts gab es in Riedmühle ein Anwesen. Das Hochgericht übte das ansbachische Oberamt Uffenheim aus. Das Kasten- und Stadtvogteiamt Uffenheim war Grundherr der Mühle. Von 1797 bis 1808 unterstand Riedmühle dem preußischen Justiz- und Kammeramt Uffenheim.
1806 kam der Ort an das Königreich Bayern. Mit dem Gemeindeedikt (frühes 19. Jahrhundert) wurde Riedmühle dem Steuerdistrikt Uffenheim und der Ruralgemeinde Uffenheim zugewiesen.

### Einwohnerentwicklung
| Jahr      | 001818 | 001836 | 001840 | 001861 | 001871 | 001885 |
| Einwohner | 7      | 10     | 10     | 10     | 14     | 12     |
| Häuser    | 1      | 1      | 1      |        |        | 1      |
| Quelle    | [ 7 ]  | [ 9 ]  | [ 10 ] | [ 11 ] | [ 12 ] | [ 13 ] |

## Religion
Der Ort ist seit der Reformation evangelisch-lutherisch geprägt und nach St. Johannes der Täufer (Uffenheim) gepfarrt.

## Weblink
- Riedmühle in der Ortsdatenbank des bavarikon, abgerufen am 19. August 2021.